# Pintor de Varrese

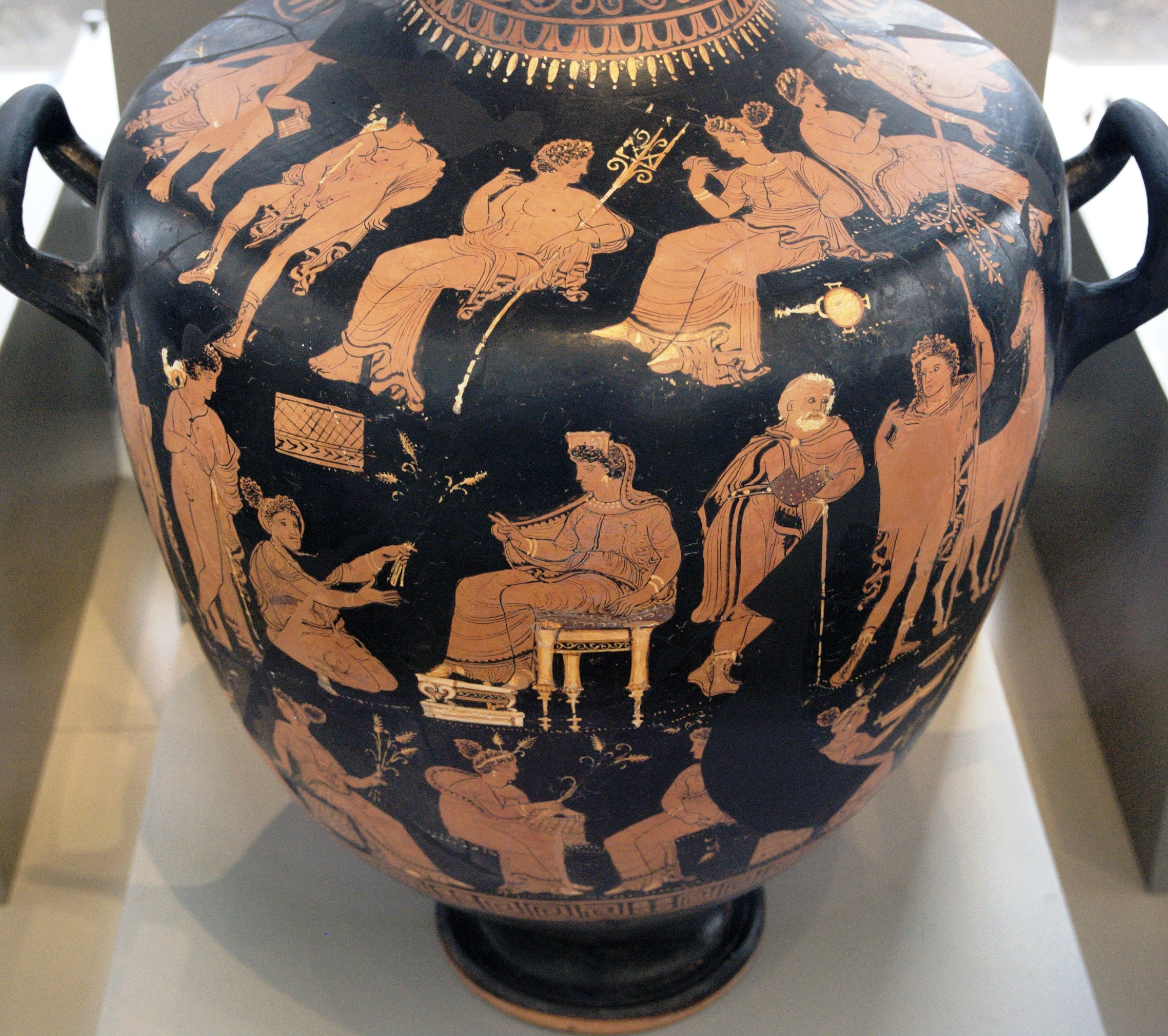
La llamada hidria de Eleusis, c. 340 a. C. Antikensammlung Berlin.

El Pintor de Varrese fue un pintor de vasos de cerámica de figuras rojas de Apulia. Sus obras están datadas a mediados del siglo 4  a. C.
Su nombre convenido deriva del hipogeo de Varrese (un complejo de tumbas excavadas en la roca) en Canosa di Puglia, que contenía varios vasos pintados por él. En total, se le atribuyen más de 200 vasos conocidos. Los estudiosos lo consideran uno de los representantes más importantes de su época. Su influencia se extendió más allá de su entorno inmediato y de su propia fase de actividad, hasta los predecesores inmediatos del Pintor de Darío. Una cuarta parte de los vasos que se le atribuyen, entre los que se encuentran hidrias, nestórides, lutróforos y un gran enócoe, son de tamaño considerable. El resto de su obra se centra en cráteras de campana y pélíces. Aunque pertenece a la tradición del estilo ornato, sus vasos de menor tamaño suelen estar estilísticamente cercanas al «estilo sencillo».
Su repertorio pictórico se caracteriza por motivos que se repiten con frecuencia. Se han identificado cuatro motivos básicos:
- Un joven desnudo, de pie con un brazo cubierto por una prenda, o sentado sobre un paño doblado;
- Una figura femenina de pie, con las dos piernas claramente visibles bajo el vestido, una colocada detrás de la otra;
- Una mujer vestida, con un pie más alto que el otro, con la parte superior del cuerpo inclinada hacia ese pie y un brazo apoyado en el muslo;
- Una mujer sentada, colocando una pierna delante de la otra.

Sus figuras aparecen serias y sombrías, sus bocas son pequeñas y están giradas hacia abajo. Sus mujeres suelen llevar el pelo anudado con una cinta blanca. En sus vasos más grandes, especialmente cuando representa naiskoi funerarios, hace un uso abundante de colores adicionales. Sus grandes vasos suelen mostrar escenas mitológicas. Sus vasos más pequeños suelen presentar composiciones de dos o tres figuras en ambas caras, que a menudo incluyen jóvenes con capa en la parte posterior.
En su taller trabajaba también el Pintor de Wolfenbüttel; su influencia se ha notado no solo en los predecesores del Pintor de Darío, sino también en el Pintor de Ginosa, el Pintor de Bari 12061, el Pintor de la metopa, el Pintor del Louvre MNB 1148 y el Pintor de Chamay. 